# Tereza Vanžurová
Tereza Trentani Vanžurová (* 4. dubna 1991) je česká volejbalistka hrající na pozici univerzální nebo smečující hráčky. S volejbalem začínala v Benešově, ze kterého v 15 letech přestoupila do Olympu Praha, s nímž získala v roce 2008 extraligový titul. Již několik let nastupuje za italské týmy. Byla také členkou mládežnické i ženské české reprezentace, s níž se zúčastnila několika zahraničních akcí, například mistrovství světa ve volejbale žen 2010, vítězné European League 2012 či World Grand Prix 2015.
Klubová historie:
- 2012–2014 AGIL Novara (postup ze Serie A2 do Serie A1)

- 2014-2015 Savino Del Bene Scandicci (Serie A1)

- 2015-2016 Il Bisonte Firenze (Serie A1)

- 2016-2017 Lardini Filottrano (Serie A2 - postup do A1, vítězství v poháru A2 - nejužitečnější hráčka)
- 2017-2018 S. Bernardo Cuneo (Serie A2)
- 2019-2020 KS Pałac Bydgoszcz (Poland)
- 2020-2021 VBC Casalmaggiore (Serie A1)

Sportovní výsledky:
- 9. místo ČR ME kadetek 2007
- 9. místo ČR ME juniorek 2008
- 11. místo ČR MS juniorek 2009
- 15. místo ČR MS 2010
- 1. místo Český pohár žen 2006/2007
- 1. místo extraliga žen ČR 2007/2008
- 1. místo European league 2012
- 1. místo Serie A2 2012/2013
- 1. místo Serie A2 2016/2017
- 1. místo Coppa d'Italia Serie A2 2016/2017